# Raül Romeva Rueda
Raül Romeva Rueda (n. 12 martie 1971, Madrid, Noua Castilie⁠(d), Spania) este un om politic spaniol, membru al Parlamentului European în perioada 2004-2009 din partea Spaniei.